# Ель-Азрак (табір для біженців)
Ель-Азрак (араб. مخيم الأزرق) — табір для сирійських біженців, розташований в місті Ель-Азрак у Йорданії. Був створений у квітні 2014 року за ініціативи Управління Верховного комісара ООН у справах біженців (УВКБ ООН) спільно з урядом Йорданії. Станом на серпень 2019 року в таборі мешкало понад 35 тис. осіб.

## Організація

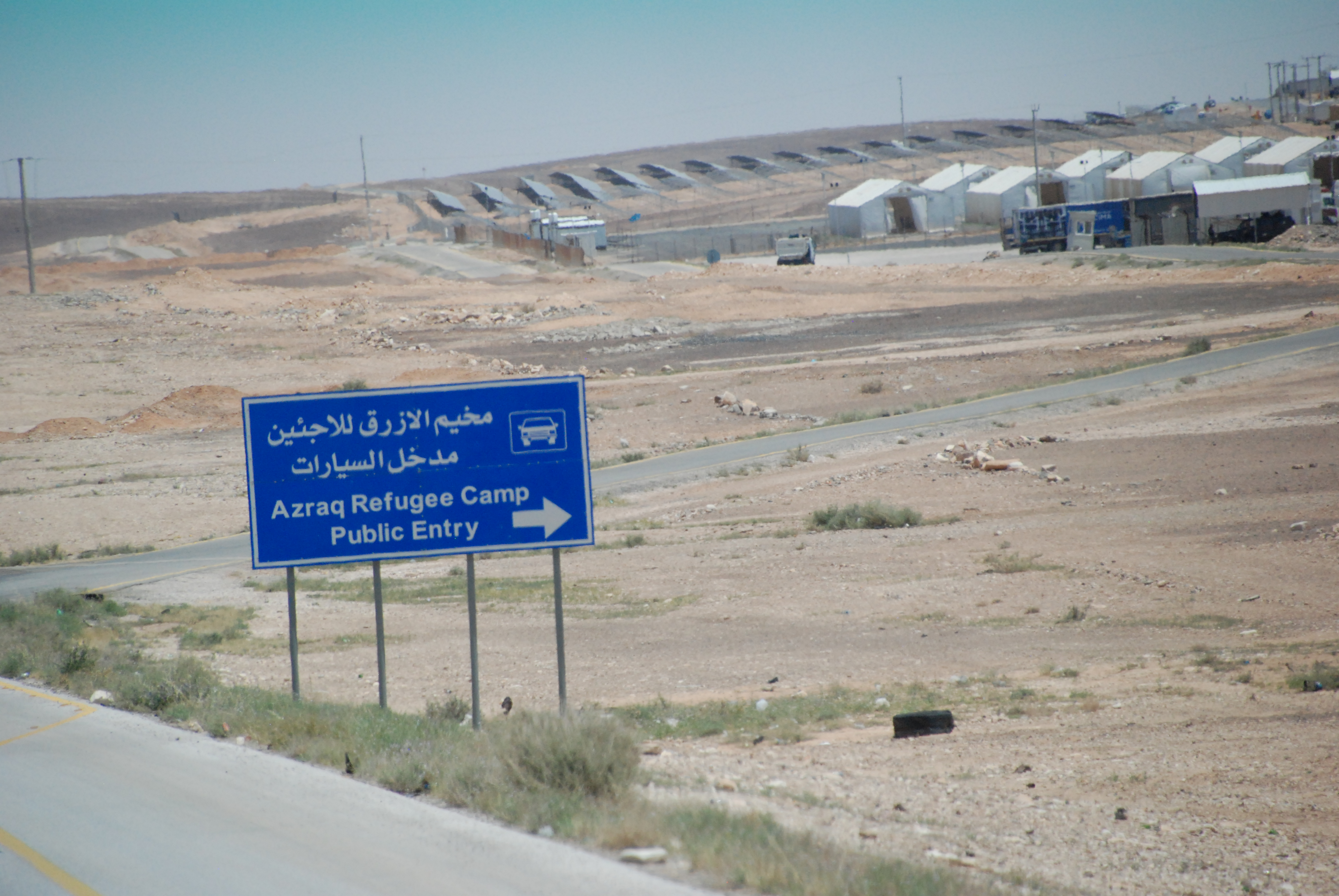
В'їзд до табору, травень 2018 року

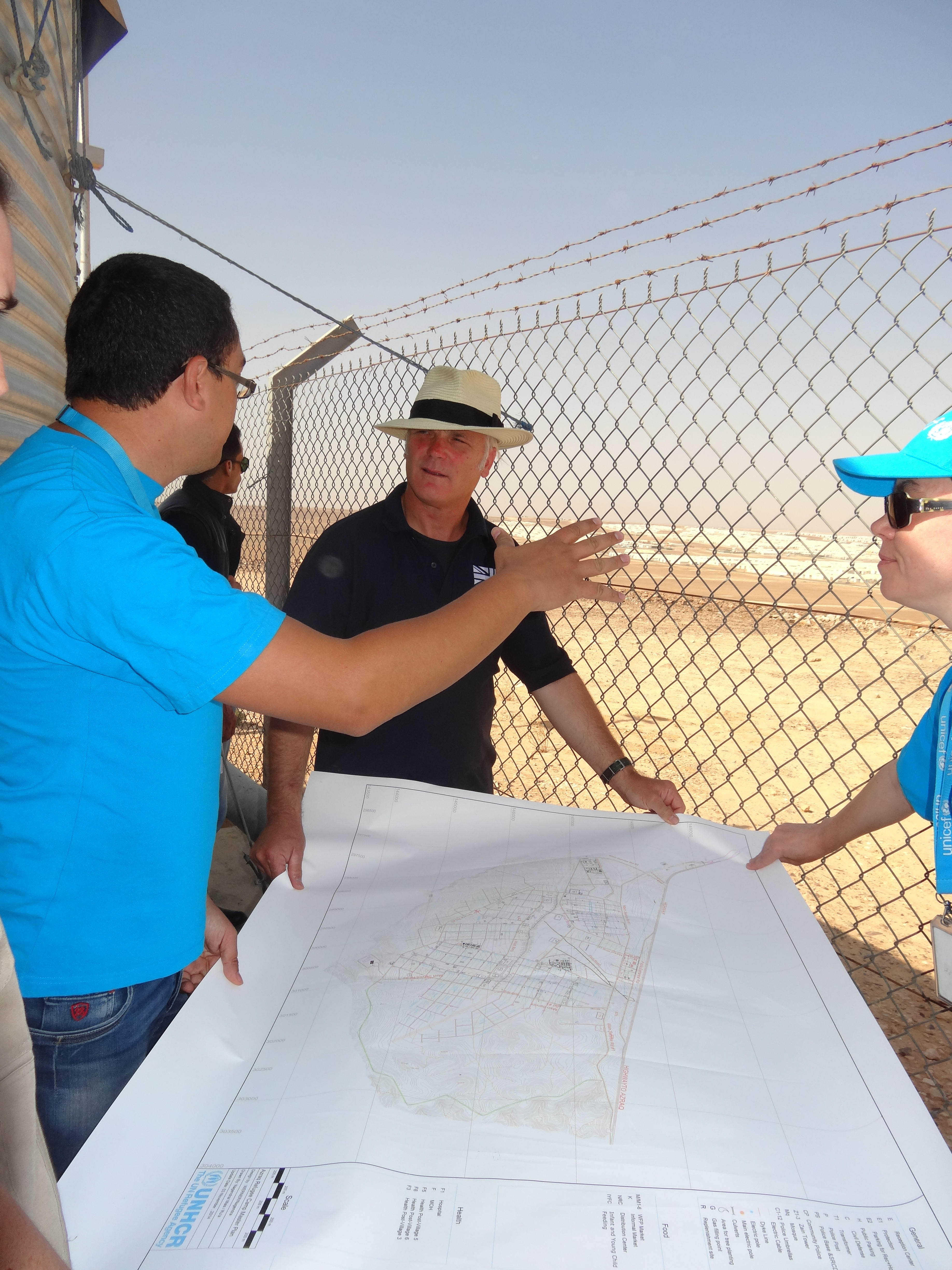
Міністр міжнародного розвитку Великої Британії Десмонд Свейн на брифінзі ЮНІСЕФ під час свого візиту до табору

Будівництво табору розпочалося у травні 2013 року в пустелі за 20 км на захід від Ель-Азраку та за 90 км від кордону між Йорданією та Сирією. Територія об'єкта раніше використовувався під час війни в Перській затоці 1990—1991 рр. задля розміщення іракських і кувейтських біженців. Табір розтягнувся на 15 км завдовжки.
Провідним елементом зовнішнього вигляду табору стали численні ряди білих утеплених хатинок з похилими дахами, що використовуються як укриття. Оскільки місцевість характеризується спекотною та вітряною погодою, матеріалом вибору при спорудженні притулків стали цинк та сталь. Відмова від використання цемента та бетона при будівництві табору зумовлена бажанням підкреслити тимчасовість даних споруд.
Табір Ель-Азрак був споруджений передусім для розвантаження переповненого табору для біженців Заатарі, що лежить ближче до кордону із Сирією. Інфраструктура Ель-Азраку, наприклад, медичні центри та дитячі майданчики, були сформовані таким чином, щоб нагадувати за своїм положенням невеликі села. Це було зроблено для підтримки традиційних культурних особливостей сирійського населення.
При влаштуванні табору питанню безпеки надавалося першочергове значення. У квітні 2014 року очільник табору від УВКБ ООН заявив: «Ми дослідили те, що було зроблено в Заатарі та інших таборах для біженців по всьому світу, і тому планували ретельно. В нас не було звичної розкоші — багатомісячної підготовки разом з нашими партнерами». Інший представник УВКБ ООН сказав: «Те, що ви бачите, коли проїжджаєте навколо, є, можливо, одним з найкращих таборів для біженців у світі». Вартість будівництва табору сягнула 63,5 млн доларів США; фінансування здійснювалось міжнародними донорськими організаціями.
Перші біженці почали прибувати до Ель-Азраку 28 квітня 2014 року. Коли табір тільки-но розпочав роботу, він вміщував 25 тис. осіб з інфраструктурою, розрахованою на близько 50 тис. та можливістю розширення до 130 тис.. Отже, потенційно Ель-Азрак може стати одним з найбільших таборів для біженців у світі, поступаючись лише Дадаабу в Кенії. На момент відкриття табору, в Йорданії вже перебувало близько 600 тис. зареєстрованих біженців; при цьому, за словами йорданських урядовців, їхня реальна кількість могла бути вдвічі більшою.

## Сучасність

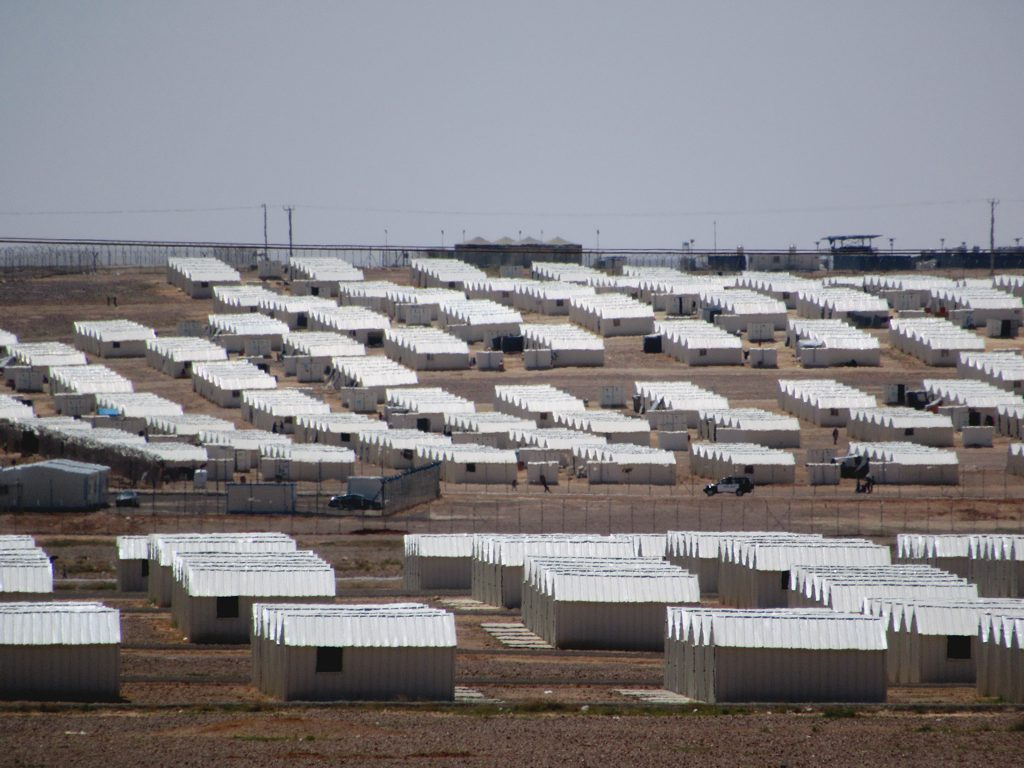
Природа табору, березень 2018 року

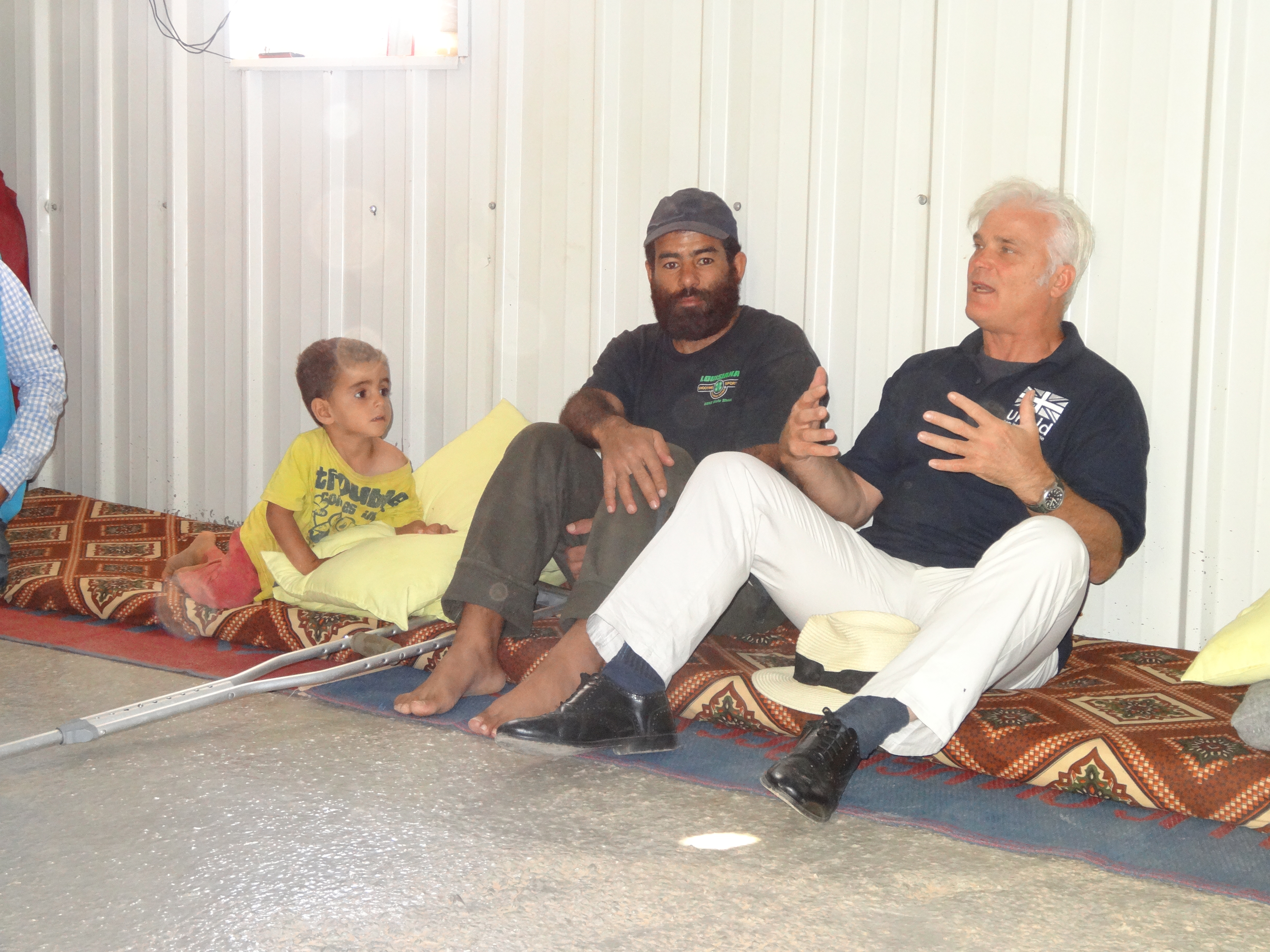
Десмонд Свейн розмовляє з сирійськими біженцями табору, липень 2015 року

Почтакові темпи заселення табору були значно меншими від очікуваних. До березня 2015 року в таборі Ель-Азрак мешкало лише 14,5 тис. біженців, тоді як, за прогнозами, їхня кількість на той момент мала перевищувати 60 тис. Оскільки до Йорданії потрапило значно більше біженців, ніж очікувалося, це негативно вплинуло на наявність притулку для всіх, кому це було необхідно.
Ще однією проблемою табору стала нестача електроенергії, що була спричинена віддаленістю Ель-Азраку від інших населених пунктів. Внаслідок цього, замість електричного освітлення біженці були вимушені користуватися сонячними ліхтариками. До того ж, нестача електроенергії перешкоджала зарядці мобільних телефонів, що ускладнювало для біженців підтримку контакту із зовнішнім світом. Задля подолання енергетичної кризи в таборі був здійсненний проєкт вартістю в 10 млн доларів США, що полягав у використанні сонячних батарей потужністю в 6 мільйонів мегават, реалізація якого планувалася на середину 2016 року.
Розташування табору теж негативно впливало на психічне здоров'я його мешканців, яких турбували дикі тварини (миші, змії, скорпіони) та відчуття порожнечі посеред великої пустелі.
Населення табору також непокоїв страх перед бойовиками ІДІЛ, чимало з яких в'їжджало до Йорданії разом з біженцями. Через все це більшість з 35 тис. мешканців Ель-Азраку зрештою його покинули, нелегально оселившись в йорданських містах.
Станом на червень 2015 року в таборі Ель-Азрак перебувало лише близько 18,5 тис. біженців. Серед найчастіших причин, через які біженці не бажали залишатися в таборі, були дуже високі температури в літні місяці, постійна відсутність електроенергії та високі ціни на їжу. Деякі з біженців, що отримали дозволи на відвідування йорданських міст, назад до табору не поверталися. З точки зору безпеки табір залишався безпечним, але, за словами мешканців, «єдиний ризик був у тому, що ти помреш від нудьги».
Населення табору поступово збільшувалось протягом другої половини 2015 року, проте все одно було значно нижчим за попередні очікування. На початку 2016 року ще однією проблемою в заповненні табору стало збільшення кількості біженців, яких утримували на кордоні з Сирією задля ретельної перевірки на безпеку та через інші причини.
У березні 2019 року Данська рада у справах біженців відкрила в таборі Центр безпечного простору для жінок та дівчат. Такі заходи, як проведення курсів захисту, організація груп підтримки та навчання фінансовим та іншим навичкам, виявилася в таборі досить популярними. На той час населення табору вже перевищувало 35 тис. осіб.